# Thabiso Kutumela

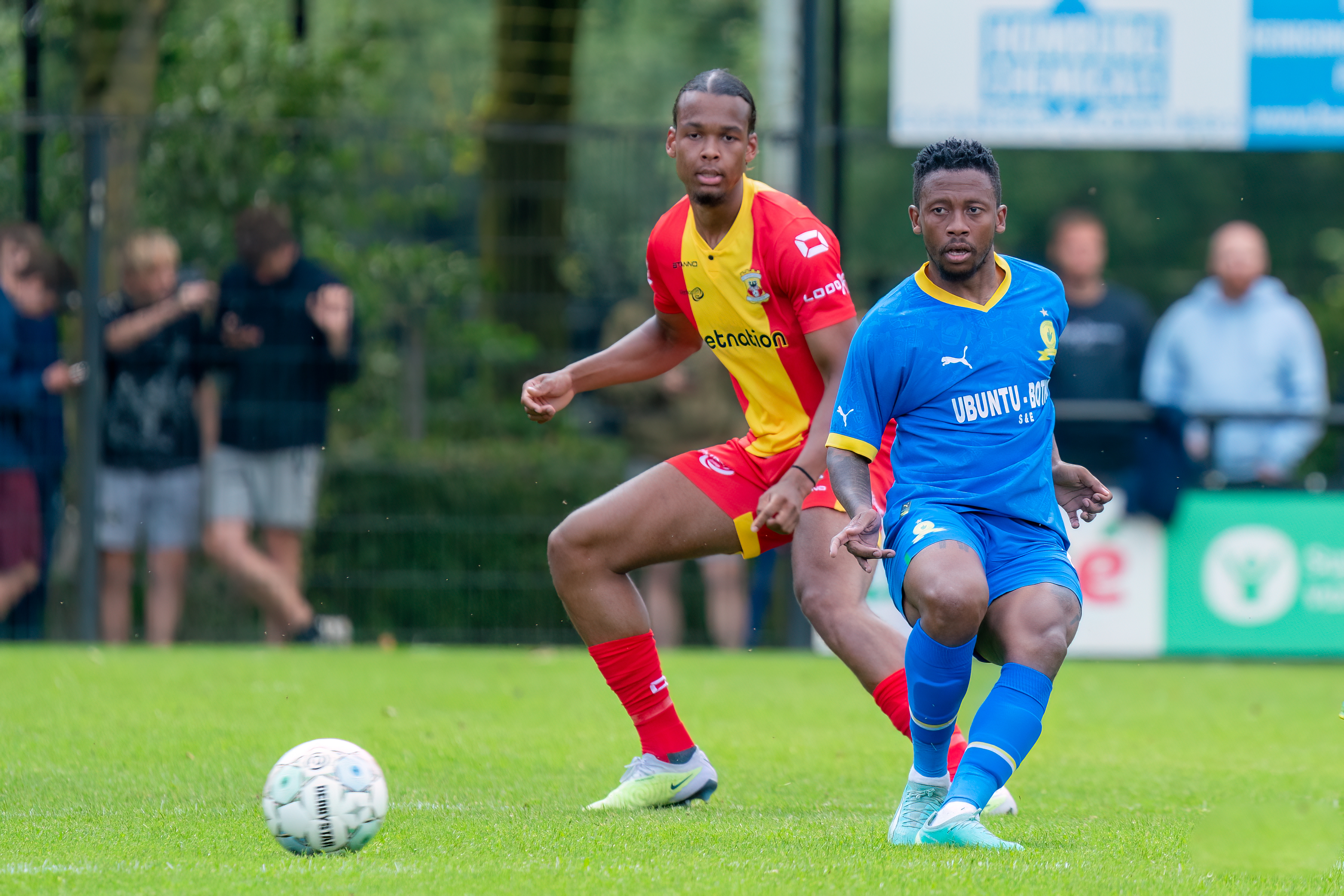
Thabiso Kutumela (2023)

Thabiso Kutumela (sinh ngày 1 tháng 7 năm 1993) là một cầu thủ bóng đá người Nam Phi. Anh đại diện Nam Phi ở giải bóng đá tại Thế vận hội Mùa hè 2016.

## Sự nghiệp quốc tế

### Bàn thắng quốc tế
Tỉ số và kết quả liệt kê bàn thắng của Nam Phi trước.
| #  | Ngày                | Địa điểm                                   | Đối thủ  | Bàn thắng | Kết quả | Giải đấu |
| -- | ------------------- | ------------------------------------------ | -------- | --------- | ------- | -------- |
| 1. | 22 tháng 6 năm 2016 | Sân vận động Sam Nujoma, Windhoek, Namibia | Eswatini | 1–1       | 5–1     | Giao hữu |
| 2. | 25 tháng 6 năm 2016 | Sân vận động Sam Nujoma, Windhoek, Namibia | Botswana | 2–1       | 3–2     | Giao hữu |